# Ipercloridria
La ipercloridria è una disfunzione dell'apparato digerente, consistente nell'eccesso di acido cloridrico nel succo gastrico.